# Defontaine (entreprise)
Pour les articles homonymes, voir Defontaine.
Defontaine Group est un groupe industriel français spécialisé dans la conception et la fabrication de pièces et sous-ensembles mécaniques complexes. Son siège est situé à La Bruffière (Vendée). Le groupe a 3 usines de production (France, Chine et Tunisie) qui lui permet de livrer quotidiennement plus de 1300 clients sur les 5 continents. 
Elle commercialise ses produits sous deux marques : Rollix et Defontaine. 

## Histoire
Defontaine s’adresse alors dans un premier temps au marché de l’automobile. La société devient le fournisseur de Citroën puis de Renault et de PSA. Au fur et à mesure des années, la société se développe. L’industrie de l'aéronautique s'intéresse à la technologie développée par Defontaine : une mise en œuvre matière bien moins coûteuse que les techniques alternatives.

## Activité
Le groupe Defontaine est présent sur tous les marchés de haute technologie avec la fabrication d'anneaux roulés soudés par étincelage pour les industries aéronautique, éolien, automobile, camion, bus, hélicoptère, emballage, forestier, machine-outil, marine, médical, transport, construction, drone, aérospatial, énergie, manutention, hydrogène, mine, nucléaire, pétrole, gaz, traitement de l'eau... 
Le groupe comprend 2 marques :
- Marque Defontaine avec :

Defontaine Aerospace & Industry comprenant les composants de moteurs d'avions et d'hélicoptères (avions Rafale), les composants pour moteurs de camions et autobus et les solutions industrielles (32% des ventes).
Defontaine Automotive Components avec les couronnes de démarreur, les volants moteur, anneaux d'inertie et de distribution pour les applications de voitures de particuliers et les composants e-mobilité (10% des ventes).
- Marque Rollix avec :

Rollix Wind Solutions, avec les roulements de pale pour applications onshore et offshore et les pitch modules (39% des ventes).
Rollix Bearings for Industry avec les couronnes d'orientation standard, les couronnes d'orientation spécifiques, les couronnes d'orientation de haute précision et les solutions intégrées. Ces produits sont dédiés aux marchés : emballage, forestier, machine-outil, marine, médical, transport, construction, énergie, nucléaire, ... (19% des ventes).